# Medalla de la victòria sobre Alemanya en la Gran Guerra Patriòtica 1941-1945
La Medalla de la Victòria sobre Alemanya a la Gran Guerra Patriòtica 1941-1945 (rus: медаль «За победу над Германией в Великой Отечественной войне 1941—1945 гг.») va ser una de les condecoracions més concedides de la Unió Soviètica. Es va concedir a prop de quinze milions de persones. Va ser atorgada a tots els soldats, oficials i partisans que havien participat directament en accions de combat contra l'Alemanya Nazi durant la Gran Guerra Patriòtica.

## Història
Va ser establerta pel Presídium del Soviet Suprem de l'URSS el 9 de maig de 1945, data que a la Unió Soviètica i a l'Europa Oriental és considerat com el Dia de la Victòria. Els treballs pel prototipus van començar a final de 1944, quan la Victòria ja només era una qüestió de temps. La major part van ser atorgades tot just en acabar la guerra, i usualment es requeria una prova de participació en les operacions militars per tal de ser elegible per la medalla. Després de la guerra, lluir-la o lluir la seva germana (la Medalla per la victòria sobre el Japó era emprat de manera comuna per distingir als veterans de la II Guerra Mundial i els participants no combatents.

## Disseny
Una medalla de 34 mm amb la imatge de Stalin al mig amb la inscripció НАШЕ ДЕЛО ПРАВОЕ («La nostra causa és justa») i МЫ ПОБЕДИЛИ («Hem guanyat») al voltant de la imatge a l'anvers. Al revers de la medalla hi ha la inscripció За Победу над Германией в Великой Отечественной войне 1941-1945 гг («Per la Victòria sobre Alemanya en la Gran Guerra Patriòtica de 1941-1945»)
La medalla se suspèn sobre un galó pentagonal, pres de l'Orde Tsarista de Sant Jordi, i consisteix en 3 barres de 5 mm negres separades per dues barres taronges de 5 mm i una franja de 2 mm taronja a la punta.